# Florian Trenker
Florian Trenker (auch Floriano Trenker, * 18. Dezember 1930 in Berlin; † 3. April 2003 in Germering, Deutschland) war ein deutsch-italienischer Kameramann mit sporadischen Ausflügen in andere filmische Bereiche (Schnitt, Darstellung, Regie, Aufnahme- und Produktionsleitung).

## Leben
Florian Trenker war der Sohn des Südtiroler Alpinisten und Filmemachers Luis Trenker und dessen Ehefrau Hilda von Bleichert (1903–1988). Trenker kam über seinen Vater zum Film, der ihn seit Beginn der 1950er Jahre als Kameramann bei seinen zumeist kurzen, dokumentarischen Naturfilmen in und über Südtirol einsetzte. Gelegentlich kümmerte sich Florian Trenker um den Filmschnitt. In seines Vaters abendfüllendem Spielfilm Gold aus Gletschern konnte man Florian 1956 auch als Darsteller sehen. In demselben Jahr soll er laut einem Bericht der Magazins Der Spiegel in eine Falschgeldaffäre verwickelt gewesen sein. Zwei Jahre später wurde er in Italien zu einer Geldstrafe von umgerechnet 3350 DM verurteilt, weil er versucht haben soll, einen Pkw aus Deutschland unverzollt nach Italien einzuführen.
Nach der Kameraassistenz unter Albert Benitz’ Kameraführung zu Luis Trenkers Farb- und Heimatfilm Wetterleuchten um Maria (1957) ging Florian zunächst eigene Wege, verließ seine Wahlheimatstadt München und arbeitete in den 1960er und 1970er Jahren in Rom. Hier zumeist italienisiert als „Floriano Trenker“ geführt, stand Trenker bei mehreren Unterhaltungsfilmen – Actionstreifen, Agentengeschichten, Italowestern und Kriegsfilme – hinter der Kamera, beteiligte sich aber auch an mehreren pseudodokumentarischen Mondo- und Sexy-Filmen Mino Loys. Ende der 60er und Anfang der 70er Jahre erneuerten Vater und Sohn Trenker ihre Zusammenarbeit bei weiteren, zumeist kurzen, Dokumentarfilmen über die Bergwelt Südtirols und der Schweiz (Matterhorn). Nach dem Tod des Vaters 1990 kümmerte sich der älteste Sohn Luis Trenkers um den Nachlass des Vaters und veröffentlichte (gemeinsam mit Stefan König) mit „Bera Luis - Das Phänomen Luis Trenker“ 1992 ein Buch über ihn. Florian Trenker starb im Frühjahr 2003 in seinem Wohnort Germering bei München.

## Filmografie
als Kameramann, wenn nicht anders angegeben
- 1952: Kleine Kletterfahrt (Kurzdokumentarfilm)
- 1952: Bergsommer (Kurzdokumentarfilm)
- 1952: Niemals mutlos (Kurzdokumentarfilm, nur Schnitt)
- 1953: Die Sphinx von Zermatt (Kurzdokumentarfilm, nur Schnitt)
- 1953: Wochenend in den Bergen (Kurzdokumentarfilm)
- 1953: Sonniges Südtirol (Kurzdokumentarfilm)
- 1954: Kavaliere im Eis (Kurzdokumentarfilm)
- 1956: Gold aus Gletschern (Dokumentarfilm, nur Darsteller)
- 1957: Unser Freund, der Haflinger (Kurzdokumentarfilm)
- 1959: Unser Maibaum (Kurzdokumentarfilm, Regie und Drehbuch)
- 1962: Mondo sexy di notte (nur Aufnahmeleitung)
- 1963: Mondo sexy (90 notti in giro per il mondo)
- 1963: Lockende Nächte – Black and White (Supersexy '64)
- 1964: Nackt, um zu leben (Venere proibite)
- 1965: Bob Fleming hetzt Professor G. (Le spie uccidono a Beirut) (nur Herstellungsleitung, Regie führte Martin Donan)
- 1966: Joe Fleming rechnet ab (Furia a Marrakech)
- 1967: Der Unsichtbare schlägt zu (Flashman)
- 1968: Der Tageslauf eines Bergpfarrers (Kurzdokumentarfilm)
- 1968: Königstiger vor El Alamein (La battaglia di El Alamein) (Second Unit-Kamera)
- 1970: America così nuda, così violenta  (Dokumentarfilm)
- 1970: Skifreuden in den Dolomiten (Kurzdokumentarfilm)
- 1970: Der Killer von Wien (Lo strano vizio della Signora Wardh) (auch Aufnahmeleitung)
- 1971: Zwei Halleluja für den Teufel (Abre tu fosa, amigo… llega Sábata)
- 1971: Mille peccati… nessuna virtù (Dokumentarfilm)
- 1971: Erlebnisse am Matterhorn (Dokumentarfilm)
- 1971: Die Farben der Nacht (Tutti i colori del buio) (nur Aufnahmeleitung)
- 1973: Sperrfort Rocca Alta (Dokumentarfilm, nur Produktionsleitung)
- 1976: Liebeserklärung an Südtirol (mittellanger Dokumentarfilm)